# Daan de Groot
Daan de Groot (Amsterdam, 25 de maig de 1933 - Amsterdam, 8 de gener de 1982) va ser un ciclista neerlandès que fou professional entre 1954 i 1961. Combinà el ciclisme en pista i la carretera. En el seu palmarès destaca una victòria d'etapa al Tour de França de 1955 i el Campionat dels Països Baixos de persecució.
Abans de passar a professional va prendre part en els Jocs Olímpics d'Estiu de Hèlsinki de 1952, on fou cinquè en la prova persecució per equips del programa de ciclisme.

## Palmarès
- 1952
  - Vencedor d'una etapa de la Cursa de la Pau
- 1953
  - Vencedor d'una etapa del Tour de l'IJsselmeer
  - Vencedor d'una etapa de la Fletxa del Sud
- 1954
  - 1r del Circuit de Kempen
- 1955
  - Vencedor d'una etapa del Tour de França
- 1956
  -  Campió dels Països Baixos de persecució
  - Vencedor d'una etapa de la Volta a Bèlgica
  - 1r a Assen
- 1959
  - 1r a Alphen aan den Rijn
  - 1r a Oostburg

### Resultats al Tour de França
- 1955. 36è de la classificació general. Vencedor d'una etapa
- 1956. 15è de la classificació general
- 1957. Abandona (8a etapa)
- 1959. Abandona (10a etapa)

### Resultats al Giro d'Itàlia
- 1955. 53è de la classificació general
- 1956. 28è de la classificació general
- 1957. 35è de la classificació general

### Resultats a la Volta a Espanya
- 1955. Abandona (9a etapa)  Porta el mallot groc durant 3 etapes